# Melito Irpino
Melito Irpino är en kommun i provinsen Avellino, i regionen Kampanien. Kommunen hade 1 927 invånare (2017) och gränsar till kommunerna Apice, Ariano Irpino, Bonito samt Grottaminarda.
"Irpino" går tillbaka på namnet på området Hirpinien.